# Catlocarpio siamensis
Genre
Espèce
Statut de conservation UICN

 CR A2abcd : 
En danger critique
  
Catlocarpio siamensis est probablement le plus grand poisson issu de la famille des Cyprinidae. C'est la seule espèce de son genre Catlocarpio (monotypique). C'est un des 10 plus gros poissons d'eau douce de la planète actuellement connu. 
En raison de la détérioration de son habitat et de la surpêche, la population de l'espèce connaît un déclin majeur ce qui a amené l'Union internationale pour la conservation de la nature (UICN) à la classer parmi les espèces « en danger critique d'extinction ».

## Description
La tête est de grande taille relativement au corps ; elle ne dispose pas de barbillon.
C. siamensis se range parmi les plus gros poissons d'eau douce au monde et il s'agit de façon probable du plus grand poisson de la famille des Cyprinidae. En effet, il peut atteindre une taille de 3 m et un poids de 300 kg. Aujourd'hui, il est rare de pêcher des individus de ces dimensions. Ainsi, aucun spécimen de plus de 150 kg n'a été pêché au Cambodge depuis 1994. La taille maximale actuelle est d'environ 1,5 m. Même si d'autres cyprinidés, comme la carpe noire (Mylopharyngodon piceus) ou bien Luciobarbus esocinus peuvent atteindre une taille supérieure, C. siamensis se distingue par sa plus grande robustesse, et donc par un poids comparable.
Ce poisson est tétraploïde : il dispose de chaque chromosome en quatre exemplaires (la plupart des espèces animales sont diploïdes).
Son espérance de vie est dans la nature de plus de 30 ans.

## Répartition géographique et habitat

Bassin du Mékong en vert avec le lac Tonle Sap en bleu et bassin du Chao Phraya en rose

Ce poisson migrateur ne se rencontre que dans les bassins des fleuves Mae Klong, Mékong et Chao Phraya. 
C. siamensis est généralement aperçu dans de vastes bassins longeant les rives de larges fleuves ; selon la saison, le poisson vit aussi dans des cours d'eau plus étroits, dans des plaines d'inondation ou bien dans des forêts inondées. Ordinairement, les petits occupent des affluents de taille inférieure ainsi que des marais, mais ils s'acclimatent aux étangs et aux canaux.
C. siamensis est un poisson migrateur : il se déplace plusieurs fois au cours de l'année vers des zones fournissant suffisamment de nourriture ou étant appropriées pour la reproduction. Ce poisson au déplacement lent se nourrit d'algues, de phytoplancton ainsi que des fruits de plantes terrestres submergées ; il ne se nourrit de proies animales que de façon très exceptionnelle. Dans la partie méridionale du bassin du Mékong, les jeunes arrivent autour du mois d'octobre.
Le poisson vit habituellement en paire.

## Statut de conservation

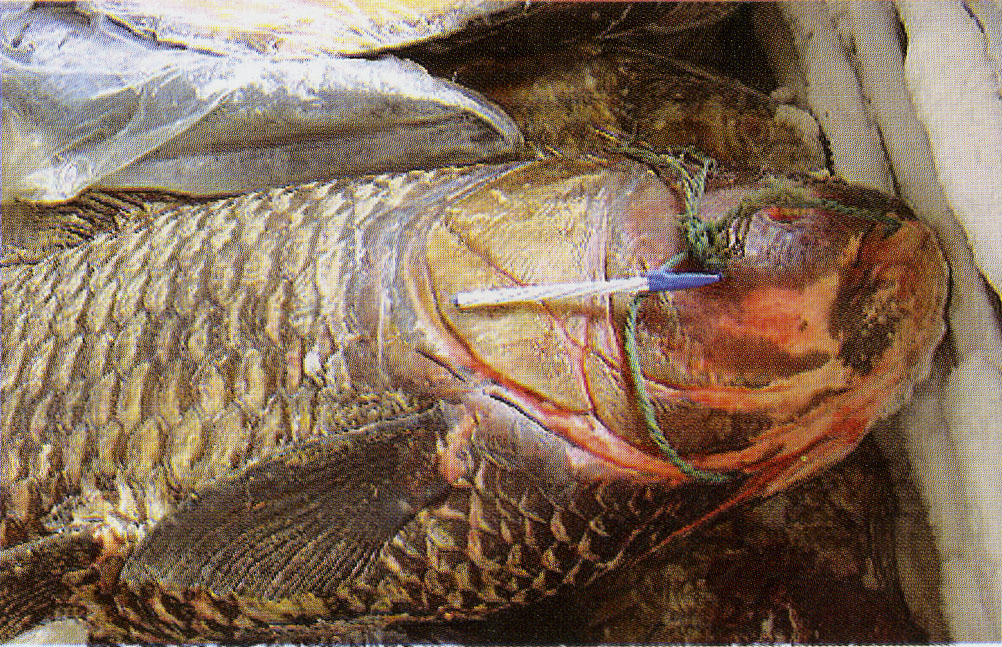
L'unique spécimen pêché autour du barrage Pak Mun en 2004.

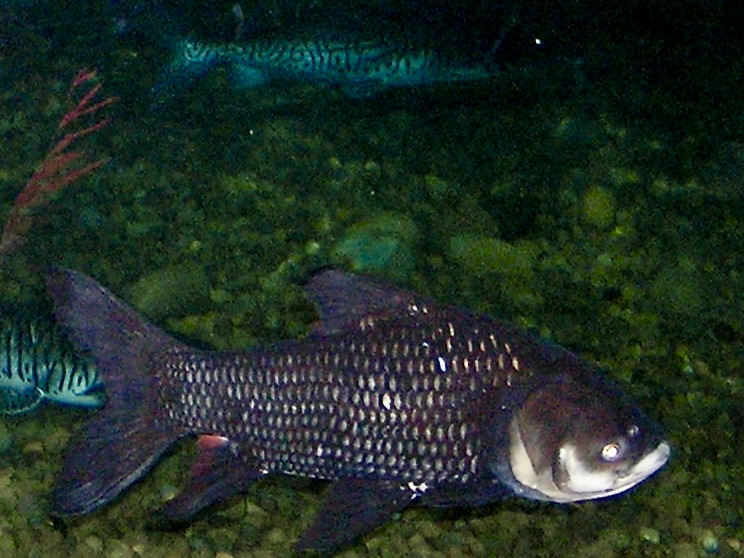
Catlocarpio siamensis, aquarium Sea Life Bangkok Ocean World, Bangkok, Thaïlande

Rares sont les spécimens qui atteignent aujourd'hui l'âge adulte. La détérioration de l'habitat à travers la pollution ou la construction de barrages ainsi que la surpêche représentent les principales menaces. Les données halieutiques cambodgiennes illustrent le net déclin que connaît la population : en 1964, 200 tonnes de ce poisson ont été pêchées ; en 1980, seulement 50 individus ont été pêchés, et seulement 10 individus en 2000. Autrefois une ressource halieutique abondante au sud des chutes de Khone, des enquêtes effectuées entre 1993 et 1999 ne sont parvenues qu'à répertorier un unique individu. L'espèce est extirpée du fleuve Chao Phraya. En raison de cette situation, l'Union internationale pour la conservation de la nature a classé C. siamensis parmi les espèces « en danger critique d'extinction ».
En 2005, un décret royal fait de cette espèce un symbole national afin de susciter une prise de conscience visant à la protéger.